# Ley Gaucho Rivero
La ley Gaucho Rivero es el nombre de una ley vigente en las provincias de la República Argentina con costas en el mar Argentino del océano Atlántico Sur, que prohíbe la permanencia, el amarre y el abastecimiento de barcos con la bandera colonial británica de las Islas Malvinas, la bandera del Reino Unido y de otras colonias británicas en los puertos de dichas provincias por el reclamo que mantiene la Argentina sobre la soberanía de tres archipiélagos: las islas Malvinas, las Georgias del Sur y las Sandwich del Sur.
Debe su nombre a Antonio «El Gaucho» Rivero (Concepción del Uruguay, 27 de noviembre de 1808-Vuelta de Obligado, 20 de noviembre de 1845), quién fue un gaucho y peón de campo argentino que lideró un alzamiento en las Malvinas en 1833 meses después de la ocupación británica del territorio.

## Historia

### Sanción de la ley Gaucho Rivero
El 25 de agosto de 2011, La legislatura de la provincia de provincia de Tierra del Fuego, Antártida e Islas del Atlántico Sur aprobó la ley provincial 852 Gaucho Rivero que impide el amarre de barcos británicos en Tierra del Fuego y además declara que la República Argentina tiene plenos derechos sobre los territorios de la provincia anteriormente mencionada sobre la Antártida e islas del Atlántico Sur.  A esta medida también se sumaron posteriormente las provincias de Santa Cruz (ley provincial 3239/11) y Chubut (ley provincial 136/11). Al mismo tiempo, la Constitución de la Provincia del Chubut posee un párrafo solo existente allí que especifica que «están sujetos a la prohibición de amarre y abastecimiento los buques que realizaran tareas no permitidas por autoridades argentinas». Por lo tanto las aplicaciones de la ley Gaucho Rivero obligan su cumplimiento en los puertos chubutenses.
En la provincia de Río Negro, el proyecto de ley que llevaba adelante el grupo Resistencia Patriótica y Movimiento Gaucho Rivero, del que participaba Diego Salce, Toni López, Gabriel Fossa, lograron que la propuesta de ley Gaucho Rivero también sea aprobada allí. Salce destacó que el proyecto fue presentado por la diputada Patricia Cubría (del Frente para la Victoria) y «de esta manera todo el frente del Atlántico queda bloqueado a estos piratas que solo buscan seguir saqueándonos. No perdemos la esperanza de que entiendan que la única manera pacífica de recuperar nuestras Malvinas, es el bloqueo comercial».
El 2 de agosto de 2012 el Senado de la Provincia de Buenos Aires sancionó la ley Gaucho Rivero también prohibiendo el amarre, la permanencia, el abastecimiento u operaciones de logística en territorio de la provincia de Buenos Aires de buques de bandera británica. Anteriormente, el 14 de junio del mismo año, había sido aprobada por la Cámara de Diputados de la Provincia de Buenos Aires. La ley explica que prohíbe la permanencia, el abastecimiento u operaciones de logística de naves de bandera británica en todos los puertos del litoral fluvial y marítimo de la provincia.
Hacia mediados de 2012 autoridades fueguinas solicitaron al Ministerio de Relaciones Exteriores y Culto que pida a los países vecinos solidaridad con el bloqueo fueguino impidiendo el amarre a los buques que sean expulsados de Tierra del Fuego.
De esta manera declaró la ley con sus correspondientes artículos:

Artículo 1.º.- Reafirmanse los imprescriptibles derechos sobre las Islas Malvinas, Georgias del Sur y Sandwich del Sur y sus espacios marítimos circundantes como parte integrante del territorio de la provincia de Tierra del Fuego, Antártida e Islas del Atlántico Sur conforme lo estipula la Ley nacional 26.552.

Artículo 2.º.- Prohíbase la permanencia, amarre o abastecimiento u operaciones de logística en territorio provincial de buques de bandera británica o de conveniencia, que realicen tareas relacionadas con la exploración, explotación de recursos naturales, buques militares, dentro del ámbito de la cuenca de las Islas Malvinas sobre la plataforma continental argentina.

Artículo 3.º.- Comuníquese al Poder Ejecutivo Provincial.

Las «banderas de conveniencia» hacen referencia a otros tipos de enseñas británicas y las banderas de colonias del Reino Unido.

### Aplicación de la ley

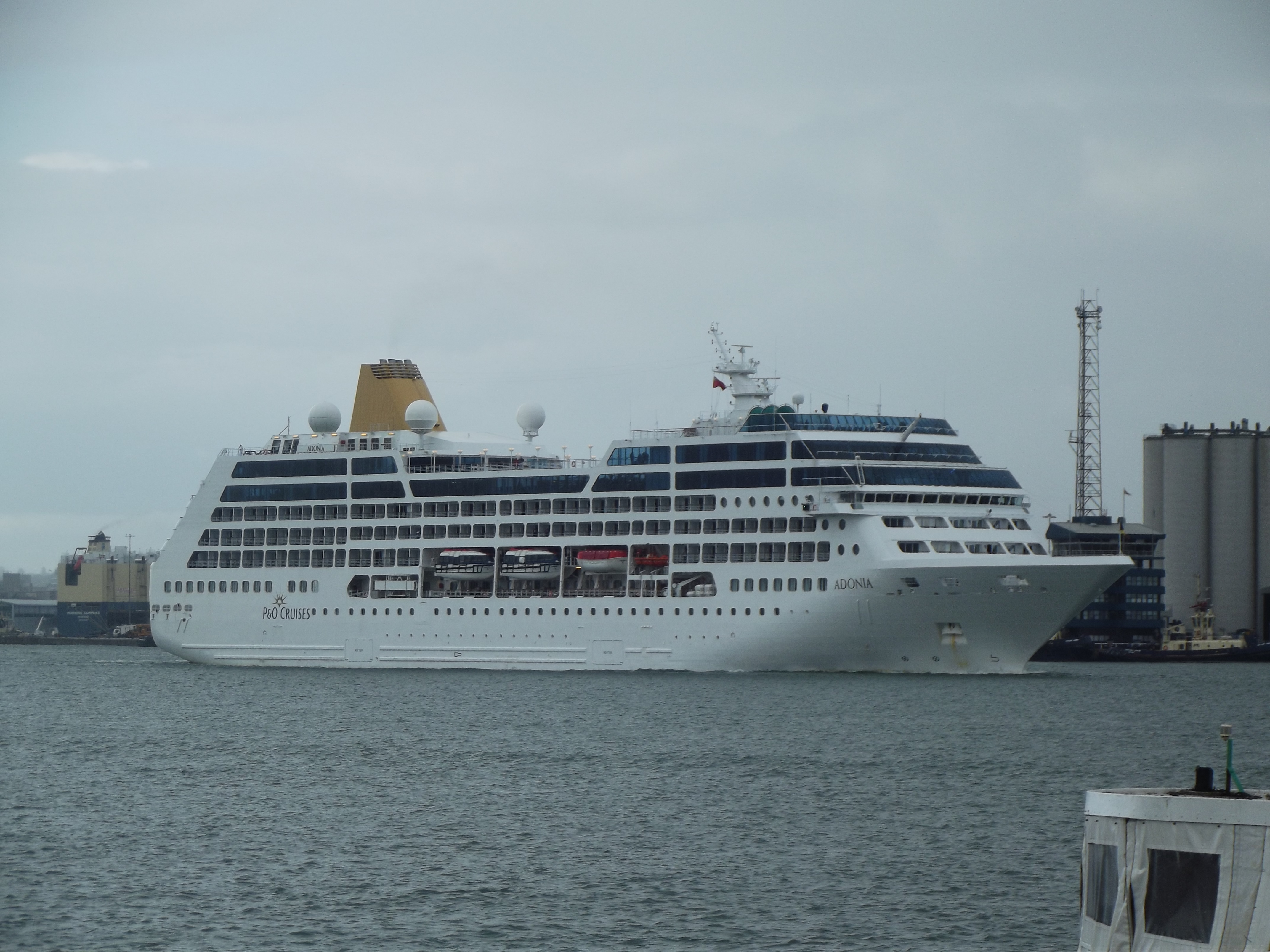
El Adonia, que llevaba una bandera de las.

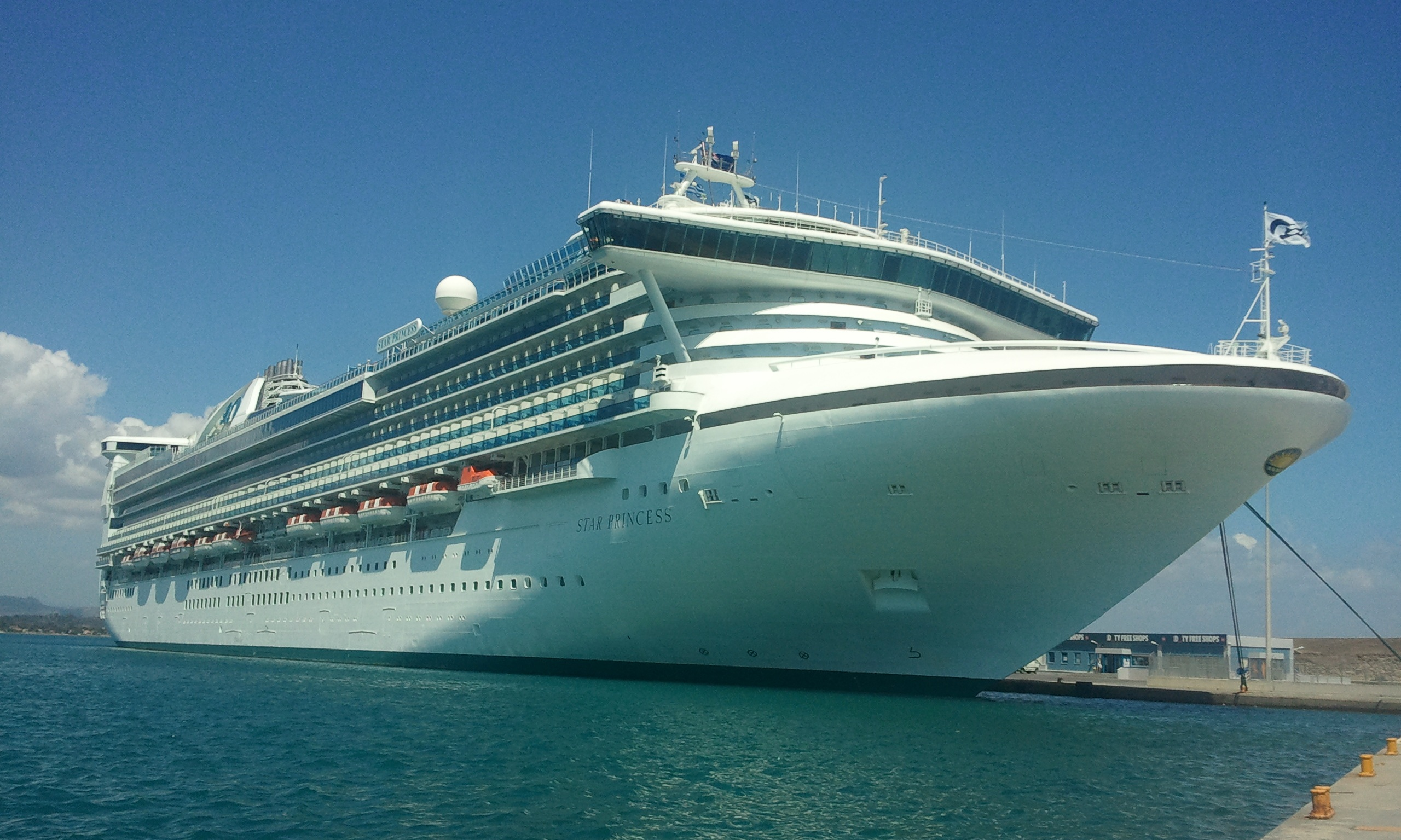
El Star Princess tenía bandera de las.

El 28 de febrero de 2012, la Dirección Provincial de Puertos de Tierra del Fuego le prohibió el desembarco en el puerto de Ushuaia a dos cruceros británicos. El Star Princess y el Adonia fueron rechazados en Ushuaia por haber llegado desde Puerto Argentino/Stanley. La gobernadora Fabiana Ríos hizo lugar a la aplicación de la ley Gaucho Rivero. En este caso, la primera nave llevaba la bandera de las Islas Bermudas, una colonia británica en América del Norte, y la segunda las banderas del Reino Unido y las Bahamas. Las autoridades del barco se notificaron de la medida cuando navegaban por el Canal de Beagle, frente a Puerto Williams (Chile), y modificaron el rumbo hacia Punta Arenas (Chile). El Balmoral, otro crucero con bandera británica, modificó su rumbo antes de recibir la comunicación de las autoridades del puerto de Ushuaia. El Ministerio de Relaciones Exteriores y de la Mancomunidad de Naciones del Reino Unido informó sobre el seguimiento del «incidente» y se contactó con las compañías afectadas. Una de ellas denunció la prohibición argentina. A raíz de esto la compañía de cruceros P&O, del grupo Carnival Cruceros, anunció el cese de operaciones en Argentina.
La aplicación de la ley 852 generó polémica, ya que estaba pensada para barcos que realizaren «tareas relacionadas con la exploración y explotación de recursos naturales, o a buques militares, dentro del ámbito de la cuenca de las Islas Malvinas», y en este caso por primera vez había sido aplicada a la actividad turística. Por su parte dicha aplicación de la ley generó mal gusto sobre la Cámara de Turismo de Ushuaia, que hizo pública su contrariedad.
El 4 de julio de 2012 la legisladora fueguina Laura Rojo, presentó una propuesta para que la ley 852 no se implemente para los cruceros británicos que desean amarrar en el puerto de Ushuaia. Ella sostenía que la ley original no incluía a estos barcos dentro de la prohibición.
En diciembre de 2012, el Gobierno británico transmitió su malestar al Ejecutivo argentino convocando a la embajadora argentina en Londres, Alicia Castro. Eso se debió a que varios activistas argentinos protestaron contra los cruceros Star Princess y Seabourn Sojourn por inclumplir la ley Gaucho Rivero.

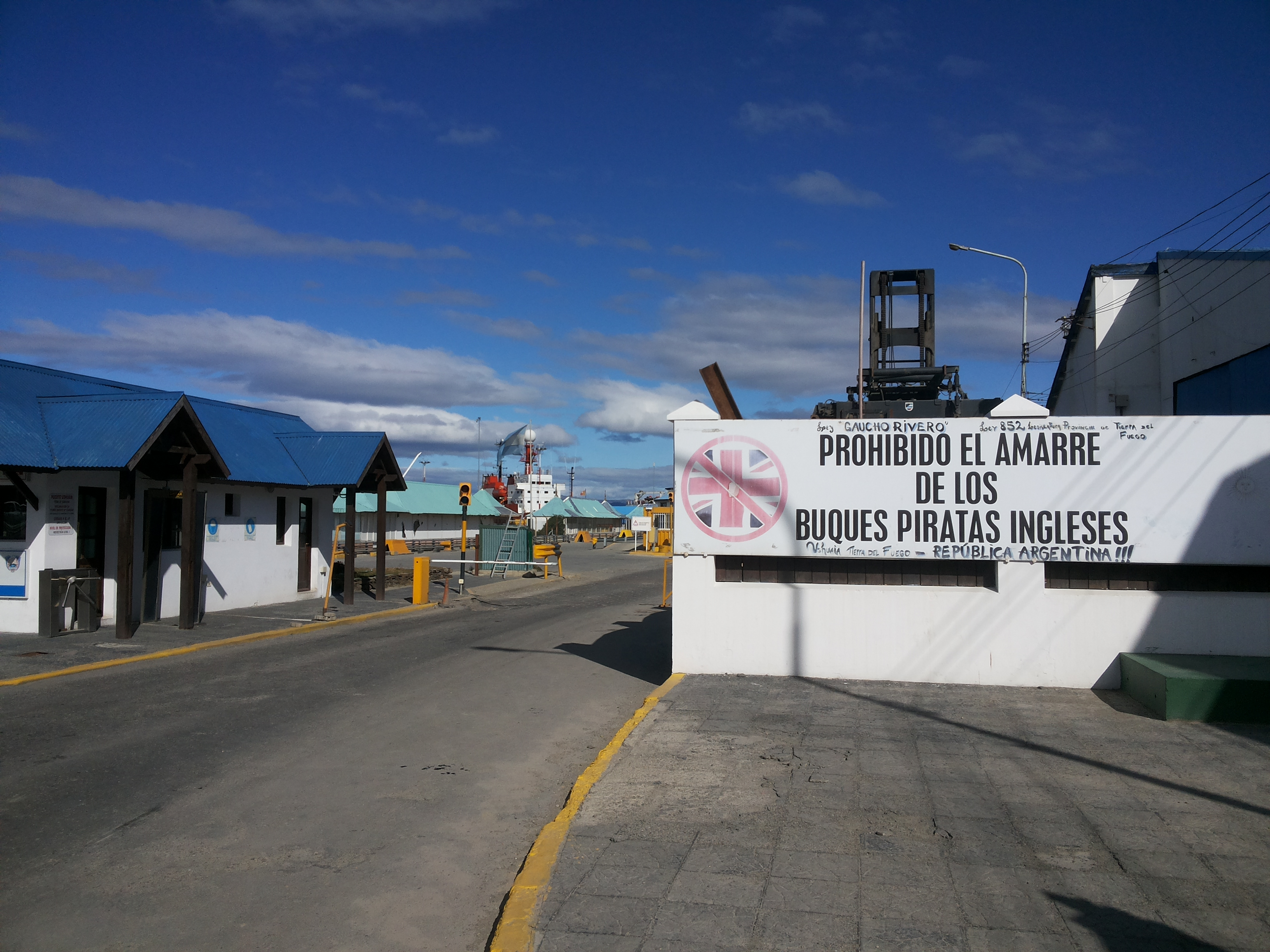
Vista de la entrada al Puerto de Ushuaia con el cartel de la ley hacia febrero de 2015.

La ley y su aplicación a los cruceros fue criticada por operadores de turismo, el gobernador de Chubut Martín Buzzi [cita requerida] y el periodista Jorge Lanata, quién lo calificó de «estupidez». Las medidas aplicadas desde el 27 de febrero de 2012 provocaron hacia abril del mismo año pérdidas por más 40 mil millones de dólares estadounidenses a las empresas petroleras que exploraban petróleo en la cuenca de Malvinas abasteciéndose de la Argentina.
En marzo de 2014, el puerto de Buenos Aires fue escenario de un incidente con un barco mercante británico que se lo relacionó con la ley Gaucho Rivero. El crucero MS Queen Victoria fue obligado a arriar el Pabellón Rojo del Reino Unido. El Foreign Office consideró el hecho como un acto de «hostigamiento e intimidación inaceptable». Según el capitán del barco, si él no bajaba la bandera mercante, que llevaba la Union Jack en uno de sus márgentes superiores, debía afrontar una multa de 10 000 dólares y otros inconvenientes.
En julio de 2014, el presidente de la Fundación Malvinas Carlos Bonetti afirmó que la ley Gaucho Rivero «se está cumpliendo» y que «tiene una letra y distintas interpretaciones y la interpretación válida es la que le da el Ejecutivo. Si alguien quiere otra interpretación, tiene que modificar la ley en la Legislatura». Declaró que un buque con bandera de las Bahamas, citando un ejemplo, no sería prohibido en Ushuaia a no ser que haya partido desde o tenga destino las Malvinas.

## Apoyo e influencia internacional
El gobierno de Brasil en 2011 le negó el ingreso de una nave de guerra británica a un puerto de Río de Janeiro. El buque de guerra británico HMS Clyde, procedente de las islas Malvinas, no pudo amarrar en el puerto, teniendo que hacerlo en Chile. El canciller uruguayo, Luis Almagro, ratificó en 2012 ante su par británico, Jeremy Browne, que no se permitirá a buques con bandera de las islas Malvinas amarrar en sus puertos. Uruguay ya había impedido el amarre de un buque de guerra británico en Montevideo en 2010. Perú en 2012 también negó el permiso de atracar en el puerto de El Callao a una fragata inglesa en respaldo al reclamo de la Argentina sobre las Islas Malvinas.